# Асинибойн
Асинибойн (на английски: Assiniboine River) е река в Южна Канада, провинции Саскачеван и Манитоба, ляв приток на река Северна Ред Ривър, от системата на река Нелсън. Дължината ѝ от 1070 км, ѝ отрежда 15-о място сред реките на Канада.
Река Асинибойн изтича от малко безименно езеро на 233 на север-североизток от административния център на провинция Саскачеван град Риджайна и на 240 км източно от град Саскатун, на 637 м н.в. Тече в югоизточна посока с хиляди меандри. На 40 км югоизточно от град Камсак напуска провинция Саскачеван и навлиза в провинция Манитоба, като малко преди това се влива в язовира Асинибойн.
На 50°05′51″ с. ш. 101°25′12″ з. д. / 50.0975° с. ш. 101.42° з. д. изтича от язовира и продължава меандрирането си на югоизток. При градчето Сейнт Лазар приема отдясно река Капел и близо до град Ферден завива на изток. Преминава през град Брандън (46 061 души), на 34 км югоизточно от него приема от дясно най-големия си приток река Сурис, заобикаля от юг град Портидж ла Прери (12 996 души) и в центъра на град Уинипег (административен център на провинция Манитоба) се влива отляво в река Северна Ред Ривър, на 224 м н.в.
Площта на водосборния басейн на реката е 182 000 km2, от които в Канада са 160 600 km2, а в САЩ 21 400 km2. Водосборният басейн на Асинибойн представлява 63,3% от водосборния басейн на река Северна Ред Ривър. Басейнът ѝ обхваща части от две канадски провинции — Саскачеван (югоизточната част) и Манитоба (югозападната част) и малка част (на север до границата с Канада) на американския щат Северна Дакота.
По-големи притоци на река Асинибойн са: леви – Шеф, Бърдтейл Крийк, Шел; десни – Капел, Сурис.
Многогодишният среден дебит в устието ѝ е 45 m3/s, като максимумът е през май, а минимумът през март. Дъждовно-снегово подхранване. От началото на декември до началото на април река Асинибойн замръзва.
Най-долното течение на реката е открито през 1734-1735 г. от френския търговец на ценни животински кожи Кристоф Дюфро дьо ла Жемереи, заедно с братовчедите си Жан Батист Готие Варен дьо ла Верандри и Пиер Варен дьо ла Верандри.
През 1738 г. известният френски търговец на ценни животински кожи по това време в Северна Америка Пиер Готие Варен дьо ла Верандри, заедно със синовете си Луи Жозеф и Пиер откриват цялото долно течение на реката до устието на десния ѝ приток река Сурис.